# Hàm Dương

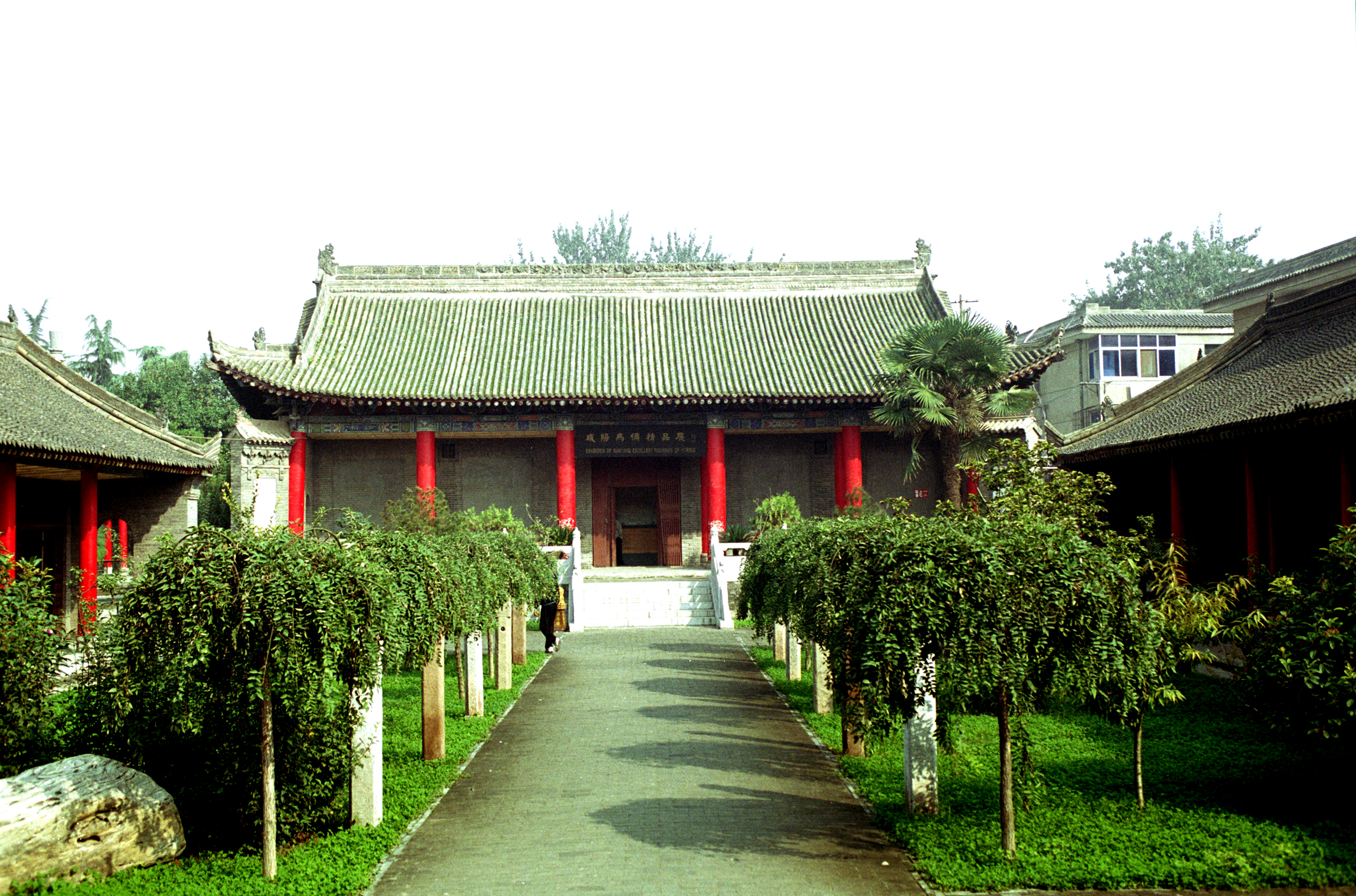
Khu triển lãm ở Hàm Dương

Hàm Dương (tiếng Trung: 咸陽市, Hán-Việt: Hàm Dương thị) là một địa cấp thị của tỉnh Thiểm Tây, Cộng hòa Nhân dân Trung Hoa. Dân số 1 triệu người. Hàm Dương là kinh đô của nước Tần thời Chiến Quốc.

## Hành chính
Địa cấp thị Hàm Dương quản lý các đơn vị cấp huyện sau:

### Quận nội thành
- Tần Đô (秦都區)
- Vị Thành (渭城區)
- Dương Lăng (楊陵區)

### Các thành phố cấp huyện
- Hưng Bình (興平市)
- Bân Châu (彬州市)

### Huyện
- Lễ Tuyền (禮泉縣)
- Kính Dương (涇陽縣)
- Vĩnh Thọ (永壽縣)
- Tam Nguyên (三原縣)
- Tuần Ấp (旬邑縣)
- Trường Vũ (長武縣)
- Càn (乾縣)
- Vũ Công (武功縣)
- Thuần Hóa (淳化縣)

## Giao thông

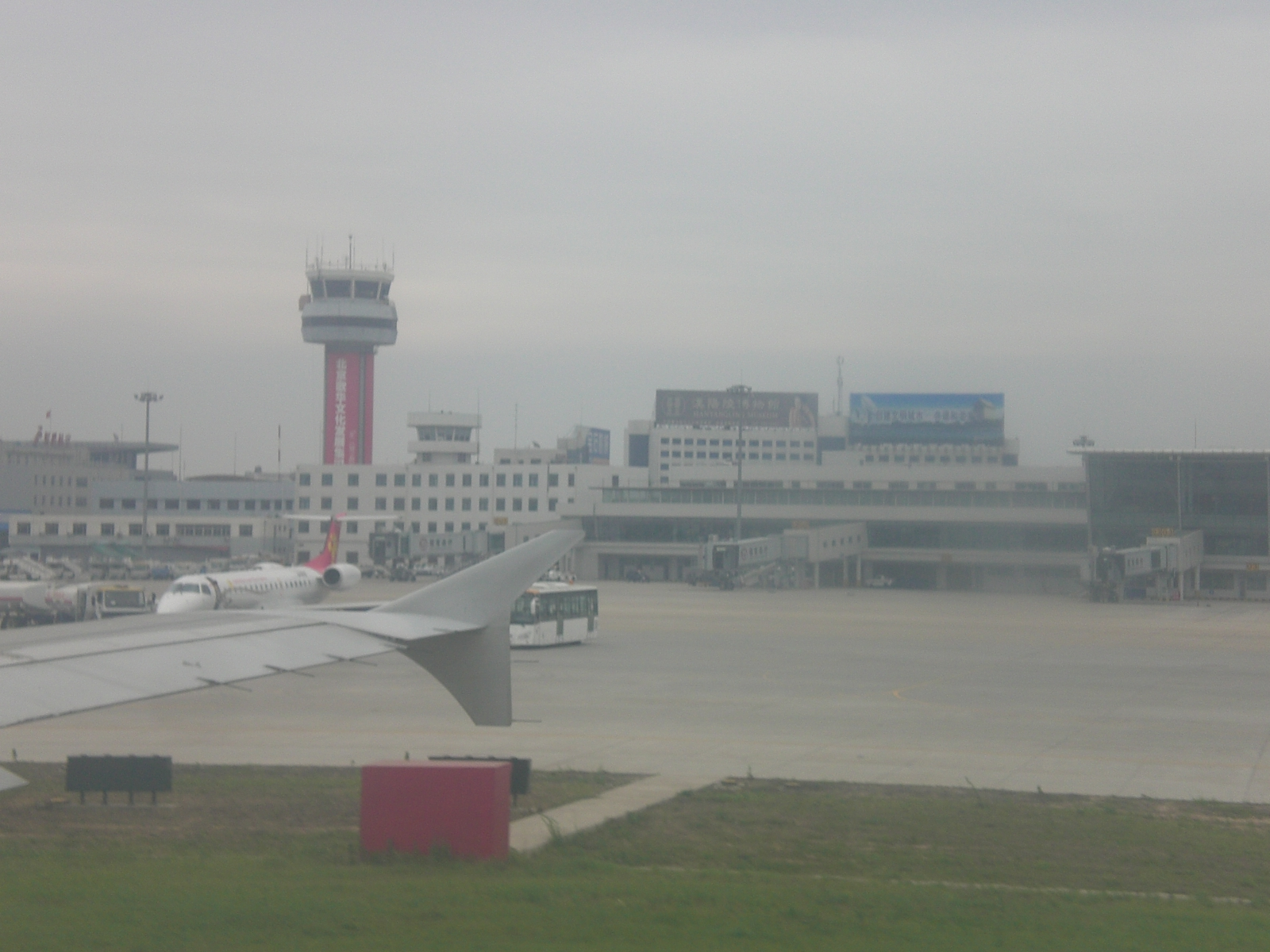
Sân bay Hàm Dương

Một sân bay ở Hàm Dương.